# Robert M. Switzer

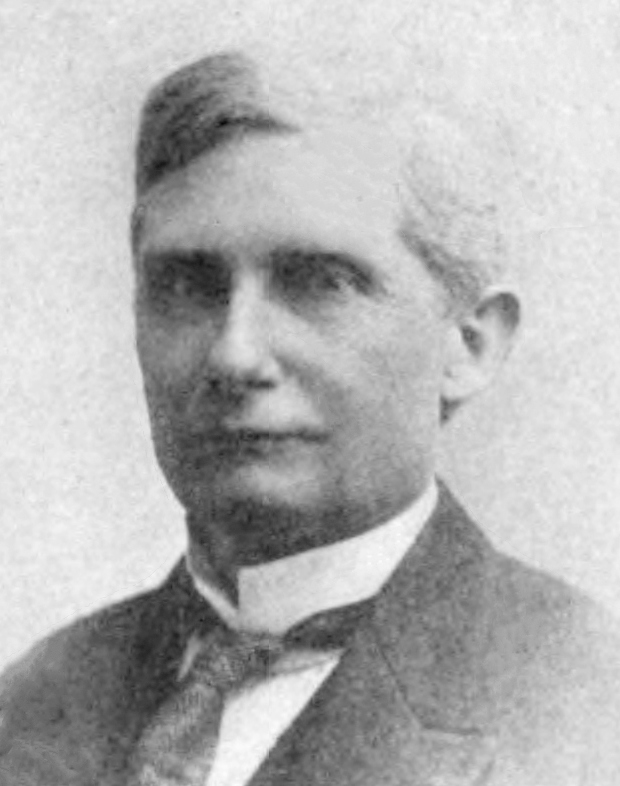
Robert M. Switzer

Robert Mauck Switzer (* 6. März 1863 bei Gallipolis, Ohio; † 28. Oktober 1952 ebenda) war ein US-amerikanischer Politiker. Zwischen 1911 und 1919 vertrat er den Bundesstaat Ohio im US-Repräsentantenhaus.

## Werdegang
Robert Switzer besuchte die öffentlichen Schulen seiner Heimat, die Gallia Academy und das Rio Grande College. Zwischen 1883 und 1887 arbeitete er als Lehrer; von 1888 bis 1892 war er als Deputy Sheriff stellvertretender Polizeichef im Gallia County. Nach einem Jurastudium an der University of Virginia in Charlottesville sowie an der Ohio State University in Columbus und seiner Zulassung als Rechtsanwalt begann er in Gallipolis in diesem Beruf zu arbeiten. Zwischen 1893 und 1900 war er Staatsanwalt im Gallia County. Politisch schloss er sich der Republikanischen Partei an. In den Jahren 1900 und 1920 nahm er als Delegierter an den jeweiligen Republican National Conventions teil, auf denen William McKinley und später Warren G. Harding als Präsidentschaftskandidaten nominiert wurden.
Bei den Kongresswahlen des Jahres 1910 wurde Switzer im zehnten Wahlbezirk von Ohio in das US-Repräsentantenhaus in Washington, D.C. gewählt, wo er am 4. März 1911 die Nachfolge von Adna R. Johnson antrat. Nach drei Wiederwahlen konnte er bis zum 3. März 1919 vier Legislaturperioden im Kongress absolvieren. In diese Zeit fiel der Erste Weltkrieg. Außerdem wurden im Jahr 1913 der 16. und der 17. Verfassungszusatz ratifiziert. Im Jahr 1918 wurde Switzer von seiner Partei nicht mehr zur Wiederwahl nominiert.
Nach dem Ende seiner Zeit im US-Repräsentantenhaus praktizierte er wieder als Anwalt. Außerdem war er juristischer Vertreter der Stadt Gallipolis. Dort ist er am 28. Oktober 1952 auch verstorben.